# Венедиктов, Иван Фёдорович
Иван Фёдорович Венедиктов (1898 — 15 января 1969) — организатор первых колхозов на территории Казахской ССР, Герой Социалистического Труда (1948).

## Биография
Родился в 1898 году в селе Будки Брацлавского уезда Подольской губернии Российской империи, ныне Немировского района Винницкой области Украины. В 1910 году вместе с родителями переехал жить в Среднюю Азию, в село Черкасское Семиреченской области.
Трудовую деятельность начал батраком. В 1915—1918 годах служил в русской армии. В 1918 году вернулся домой. В 1918—1919 годах участвовал в Гражданской войне, вошёл в историю как активный участник Черкасской обороны. В составе отрядов самообороны участвовал в боях с казаками и белогвардейцами. В 1920—1923 годах проходил службу в Красной армии. В составе 5-го кавалерийского полка 7-й кавалерийской бригады участвовал в боях с басмачами в Ферганской долине. Награждён орденом Красного Знамени. В 1923 году вернулся в Черкасское.
В 1930—1932 годах был председателем Черкасского сельсовета в Талды-Курганской области. С 1932 года — председатель колхоза «Красная степь», с 1935 года руководил колхозом «Коллективный труд». В 1939 году становится членом ВКП(б).
В июле 1941 года добровольцем через Саркандский райвоенкомат ушёл на фронт. Участвовал в обороне Москвы, был ранен. С марта 1943 года гвардии сержант Венедиктов (в ряде фронтовых документов — Винидиктов) воевал в составе 58-го гвардейского кавалерийского полка 16-й гвардейской кавалерийской дивизии. Воевал на Белорусском и 1-м Белорусском фронтах. За хорошее руководство своим отделением в боях за город Владимир-Волынский (Волынская область Украины) получил первую боевую награду — медаль «За отвагу». Участвовал в освобождении городов и сёл Украины, Белоруссии, Польши в Люблинско-Брестской операции, до января 1945 года участвовал в обороне на восточном берегу Вислы. В боях в ходе Восточно-Померанской операции заслужил ещё две боевые награды — ордена Отечественной войны 2-й степени и Славы 3-й степени. 3 марта был ранен, день Победы встретил в госпитале. В 1945 году был демобилизован. Награждён медалью «За победу над Германией».
После окончания войны возвращается в село, вновь был избран председателем колхоза «Коллективный труд». Все силы отдавал укреплению колхозного хозяйства и подъёму благосостояния колхозников. Уже в 1946 году колхоз перевыполнил планы сдачи зерна государству, урожай зерновых составил 9,6 центнеров с гектара вместо плановых 9, полностью рассчитался с государством по зернопоставкам, засыпал необходимые фонды и сумел выдать хлеб колхозникам на трудодни. На полях колхоза грамотно проводились осенние и весенние работы: посев озимой пшеницы проводился по чистым парам, ранней весной проводилось боронование и подкормка золой и т. д. В 1947 году на участке озимой пшеницы площадью 41 гектар был получен рекордный урожай — по 30,48 центнеров с гектара. В том же году был избран депутатом Верховного Совета Казахской ССР.
Указом Президиума Верховного Совета СССР от 28 марта 1948 года за получение высоких урожаев озимой пшеницы Венедиктову Ивану Фёдоровичу присвоено звание Героя Социалистического Труда с вручением ордена Ленина и золотой медали «Серп и Молот». До 1955 года руководил колхозом «Черкасская оборона», потом — на пенсии. Жил в селе Черкасское, ныне — село Черкасск Саркандского района Алматинской области Казахстана. Дата смерти неизвестна.

## Награды
Помимо звания Героя Социалистического Труда был награждён двумя орденами Ленина (1947, 28.03.1948), Красного Знамени (11.08.1923), Отечественной войны 2-й степени (19.03.1945), Славы 3-й степени (18.03.1945), медалями, в том числе «За отвагу» (07.06.1944).